# Jour de la libération (Hong Kong)
Pour les articles homonymes, voir Jour de la libération.
Pendant la gouvernance britannique, la célébration du jour de la libération (重光紀念日) avait lieu à Hong Kong tous les ans le dernier lundi d'août pour commémorer la fin de l'occupation japonaise le 30 août 1945. Aucune cérémonie officielle n'a plus eu lieu depuis la rétrocession de Hong Kong à la Chine en 1997. Néanmoins, des délégations non officielles organisent tout de même des événements au cénotaphe et les mâts de drapeau sont parfois habillés.
Le 9 septembre 1998, la loi (amendement) Vacances est adoptée en indiquant l'abolition du jour de la victoire sur le Japon comme jour férié, et donc du jour de la libération à Hong Kong,.
Le jour commémoratif de la guerre de résistance est créé après 1997 mais fait en fait référence à la seconde guerre sino-japonaise.